# Ӡ
La Dze abjasia (Ӡ ;ӡ; cursiva: Ӡ ӡ) es una letra del alfabeto cirílico. Se utiliza en el idioma abjasio donde representa la africada alveolar sonora dz, pronunciada como ⟨ds⟩ en "pods".
Esta carta también se utilizó en una propuesta de 1937 (no adoptada) para el idioma carelio. La letra es igual que Ezh (Ʒ,ʒ) pero la mayúscula es diferente. Parece un número tres retorcido.

## Códigos informáticos
| Carácter      | Ӡ                                    | Ӡ                                    | ӡ                                    | ӡ                                    |
| ------------- | ------------------------------------ | ------------------------------------ | ------------------------------------ | ------------------------------------ |
| Unicode       | LETRA MAYÚSCULA CIRÍLICA DZE ABJASIA | LETRA MAYÚSCULA CIRÍLICA DZE ABJASIA | LETRA MINÚSCULA CIRÍLICA DZE ABJASIA | LETRA MINÚSCULA CIRÍLICA DZE ABJASIA |
| Codificación  | decimal                              | hex                                  | decimal                              | hex                                  |
| Unicode       | 1248                                 | U+04E0                               | 1249                                 | U+04E1                               |
| UTF-8         | 211 160                              | D3 A0                                | 211 161                              | D3 A1                                |
| Ref. numérica | &#1248;                              | &#x4E0;                              | &#1249;                              | &#x4E1;                              |